# Willie Green (football américain)
Pour les articles homonymes, voir Willie Green.
(en) Statistiques sur pro-football-reference
Willie Aaron Green, né le 2 avril 1966 à Athens (Géorgie), est un joueur américain de football américain ayant évolué comme wide receiver.

## Biographie
Il étudie à l'université du Mississippi, jouant au football américain dans les Rebels d'Ole Miss.
Green est drafté à la 194e place (huitième tour) par les Lions de Détroit. Au cours de sa carrière, il joue également avec les Buccaneers de Tampa Bay, les Panthers de la Caroline et les Broncos de Denver. Avec ces derniers, il remporte les Super Bowls XXXII et XXXIII.